# Мельнечук Марія Василівна
Марія Василівна Мельнечук (Мельничук) (21 червня 1929, село Веренчанка, Румунське королівство, тепер Заставнівського району Чернівецької області — ?) — українська радянська діячка, новатор сільськогосподарського виробництва, ланкова колгоспу імені 8 Березня Заставнівського району Чернівецької області. Депутат Верховної Ради УРСР 3-го скликання.

## Біографія
Народилася у бідній селянській родині. З юних років наймитувала, пасла худобу. Працювала у сільському господарстві.
З 1948 року — ланкова колгоспу імені Івана Франка села Веренчанки Заставнівського району Чернівецької області. Член ВЛКСМ.
З 1950 року — ланкова укрупненого колгоспу імені 8 Березня села Веренчанки Заставнівського району Чернівецької області. Досягала високих врожаїв цукрових буряків, збирала по 628 центнерів цукрових буряків із гектара.
Потім — на пенсії у селі Веренчанка Заставнівського району Чернівецької області.

## Нагороди
- Медалі